# Чикоидзе, Михаил Николаевич
Михаи́л Никола́евич Чикои́дзе (1853 или 1851, Патара-Меджврисхеви, Кавказское наместничество — 24 ноября [6 декабря] 1897, Курган, Тобольская губерния) — русский революционер-народник и народоволец грузинского происхождения.

## Биография
Михаил Николаевич Чикоидзе родился в 1853 году в дворянской семье в селе Патара-Меджрусхе Меджирисхевского сельского правления Горийского уезда Тифлисской губернии Кавказского наместничества, ныне деревня Патара-Меджврисхеви входит в Меджврисхевский общинный сельсовет (груз. მეჯვრისხევი) Горийского муниципалитета края Шида-Картли Грузии.
Начальное образование получил в школе военных воспитанников при 1-м Кавказском сапёрном батальоне.
В 1869 году поступил в Тифлисе в школу кавказских межевщиков, где учился за казённый счёт. В 1872 году окончил школу. Будучи учеником выпускного класса, в 1871 году вместе с А. Цициановым, И. Джабадари и другими входил в тифлисский кружок самообразования.
В 1872 году вместе с И. Джабадари уехал в Санкт-Петербург, где поступил в Михайловское артиллерийское училище; отчислен по болезни.
В начале июня 1874 году вместе с И. Джабадари выехал за границу, в Париж и Женеву. Входил в заграничный кавказский революционный кружок (И. Джабадари, А. Цицианов и др.), сблизившийся с женским кружком русских студенток Цюрихского университета «Фричей».
В декабре 1874 года вернулся в Россию; жил в Санкт-Петербурге и в Москве.
В начале февраля 1875 года принимал участие в выработке устава «Всероссийской социально-революционной организации».
Жил в Москве, в Сыромятниках, на квартире рабочего Н. Васильева; вёл противоправительственную пропаганду среди рабочих.
В марте 1875 года вместе с товарищами переехал на квартиру в доме Корсак, где и был арестован 4 (16) апреля 1875 года.
Содержался в Москве в Пречистенской полицейской части. Привлечён к дознанию по делу о противоправительственной пропаганде (Процесс пятидесяти); до окончания следствия скрывал свою фамилию, называясь «буквою В», и отказывался от показаний. 

Из Москвы перевезён в Санкт-Петербург и с 26 сентября (8 октября)  1876 года содержался в Петропавловской крепости. 16 (28) февраля 1877 года переведён из крепости в Дом предварительного заключения.
Предан 30 ноября (12 декабря)  1876 года суду Особого Присутствия Правительствующего Сената по обвинению в составлении противозаконного сообщества, участии в нём и в распространении печатных сочинений, имевших целью возбуждение к бунту и неповиновению власти верховной (Процесс пятидесяти). Судился с 21 февраля (5 марта)  1877 года и признан виновным в составлении противозаконного сообщества и участии в нём и приговорён 14 (26) марта 1877 года к лишении всех прав и к ссылке на поселение в отдаленнейшие места Сибири.
По Высочайшему повелению 14 (26) августа 1877 года лишён прав.
В ноябре 1877 года водворён в Киренске (Иркутская губерния), некоторое время жил в селениях Макаровской волости (Киренский округ), затем снова — в Киренске. По донесению киренского исправника, 5 (17) марта 1881 года при получении известия о смерти Александра II, устроил на своей квартире «ликование».
В конце мая 1881 года скрылся из Киренска вместе с М. Клименко и В. Панкратьевым. Разыскивался по циркуляру Департамента полиции от 6 (18) июля 1881 года.
Жил в Москве по паспортам Алексея Култашева и Тарсоидзе. Примкнул к партии «Народная воля».
В начале 1882 года партия поручила ему организовать подпольную типографию в Риге. С 21 февраля (5 марта)  1882 года по 26 февраля (10 марта)  1882 года жил в Вильно, чтобы забрать необходимый для типографии материал. Для получения денег приехал в Петербург.
Арестован и привлечён к дознанию, возникшему при Петербургском жандармском управлении по делу партии «Народная Воля». С 1 (13) мая 1882 года содержался в Трубецком бастионе Петропавловской крепости.
По Высочайшему повелению 2 (14) февраля 1883 года постановлено препроводить его в распоряжение генерал-губернатора Восточной Сибири для привлечения к ответственности за побег из места ссылки, но без применения к нему телесного наказания.
Переведён 17 февраля (1 марта)  1883 года из крепости в Дом предварительного заключения, а в мае 1883 года отправлен в Сибирь.
Водворён 29 октября (10 ноября)  1883 года в Киренске. Судился киренским судом и за побег приговорён к трём годам каторжных работ.
Отправлен в Карийский каторжный район. Прибыл на каторгу в августе 1884 года.
После окончания срока каторжных работ 5 (17) ноября 1885 года, уволен от работ и отправлен в Якутскую область на поселение.
В марте 1886 года водворён в Батурусском улусе Якутского округа Якутской области.
В связи с болезнью отправлен 26 сентября (8 октября)  1886 года в Иркутск и водворён 8 (20) ноября 1886 года в Верхоленске (Иркутская губерния).
За неисполнение распоряжений властей вновь отправлен в 1888 году в Якутский округ, водворён в 1-м Баягантайском улусе, где пытался заняться земледелием.
В 1890 году перевёлся в Западно-Кангаласский улус Якутского округа, затем вернулся в Баягантайский улус, и, наконец, в 1892 году в Хатынаринский наслег Намского улуса Якутского округа, где занимался сельским хозяйством вместе с В. Клёновым.
В 1895 году в связи с болезнью принято решение о переводе из Якутской области в другую губернию Сибири.
В октябре 1895 года прибыл в Иркутск, где получил право избрать себе место жительства в Восточной или Западной Сибири.
В 1896 году жил в с. Тулуне (Нижнеудинский округ, Иркутская губерния). По постановлению Особого совещания в марте 1897 года к нему применён манифест 14 (26) мая 1896 года — сокращён на год срок ссылки и разрешено приписаться к одному из мещанских обществ Сибири.
В октябре 1897 года жил под надзором в Кургане (Курганский округ, Тобольская губерния). В это же время отец ходатайствовал о разрешении ему вернуться на Кавказ.
Михаил Чикоидзе умер от туберкулёза 24 ноября (6 декабря) 1897 года в Курганской больнице. Похоронен на Соборном кладбище города Кургана Курганского округа Тобольской губернии. С 1985 года вместо кладбища — парк Победы города Кургана Курганской области.